# Invasion of Your Privacy
| Recensione | Giudizio |
| ---------- | -------- |
| AllMusic   |          |

Invasion of Your Privacy è il secondo album in studio del gruppo musicale statunitense Ratt, pubblicato il 13 giugno 1985 dalla Atlantic Records.
La donna presente in copertina è la modella di Playboy Marianne Gravatte, che appare anche nel video musicale di Lay It Down.

## Tracce
1. You're in Love – 3:12 (Stephen Pearcy, Juan Croucier)
2. Never Use Love – 3:54 (Pearcy)
3. Lay It Down – 3:23 (Pearcy, Robbin Crosby, Warren DeMartini, Croucier)
4. Give It All – 3:19 (Pearcy, Crosby)
5. Closer to My Heart – 4:30 (Pearcy, Crosby)
6. Between the Eyes – 3:54 (Pearcy, DeMartini)
7. What You Give Is What You Get – 3:47 (Croucier)
8. Got Me on the Line – 3:04 (Pearcy, Crosby)
9. You Should Know by Now – 3:29 (Pearcy, Crosby, Croucier)
10. Dangerous but Worth the Risk – 3:30 (Pearcy, DeMartini, Croucier)

## Singoli
- Lay It Down (1985)
- You're in Love (1985)
- What You Give Is What You Get (1985)

## Formazione
Gruppo
- Stephen Pearcy – voce
- Robbin Crosby – chitarra, cori
- Warren DeMartini – chitarra, cori
- Juan Croucier – basso, cori
- Bobby Blotzer – batteria

Produzione
- Beau Hill – produzione, ingegneria del suono
- Jim Faraci – ingegneria del suono
- Ted Jensen – mastering

## Classifiche

### Classifiche settimanali
| Classifica (1985) | Posizione massima |
| ----------------- | ----------------- |
| Canada            | 36                |
| Finlandia         | 32                |
| Regno Unito       | 50                |
| Stati Uniti       | 7                 |

### Classifiche di fine anno
| Classifica (1985) | Posizione |
| ----------------- | --------- |
| Stati Uniti       | 77        |